# Backs to the Wall/Militia Guard
Backs to the Wall è un singolo della rock band britannica Saxon, pubblicato nel 1979, e proveniente dal primo album della band, Saxon.

## Accoglienza
Avendo avuto un significativo riscontro di pubblico, Il pezzo è stato incluso in varie raccolte della band, già a partire da The Eagle Has Landed del 1982, e divenne un classico della band, tra i più suonati in assoluto.

## Testo
Il brano parla di una persona che, contestata, intende iniziare a vivere liberamente, disinteressandosi del giudizio altrui.

## Tracce
- Lato A

1. Backs to the Wall – 3:10

- Lato B

1. Militia Guard – 4:50